# Time Zone
Time Zone — многодискетная графическая приключенческая игра, созданная под руководством Роберты Уильямс для компьютера Apple II. Игра была разработана в 1981 году и выпущена в марте 1982 года компанией On-Line Systems (позже переименованной в Sierra Entertainment) в качестве пятой игры в серии Hi-Res Adventure. Она поставлялась на шести двусторонних дискетах и содержала 1500 локаций (экранов), доступных для исследования, и 39 сценариев-головоломок. Выпущенная в то время, когда большая часть компьютерных игр умещалась на одной стороне дискеты, Time Zone стала одной из первых игр подобной степени значимости.

## Игровой процесс
Главного героя назначают спасителем будущего Земли от злого правителя планеты Небурон. Для его уничтожения главному герою предстоит перемещаться во времени и пространстве и решать головоломки, попутно встречая таких великих людей как Бенджамин Франклин, Клеопатра и Гай Юлий Цезарь. Time Zone состоит из статичных изображений и текстового синтаксического анализатора, который понимает команды из двух слов.

## Разработка
Игра использует движок, который был разработан для предыдущих игр серии Hi-Res Adventures. Роберта Уильямс проработала дизайн и написала сюжет для игры, этот процесс занял шесть месяцев; после этого команда из примерно десяти человек разрабатывала игру в течение года — это стало первым примером использования современной модели разработки компьютерных игр, в которой над игрой работает большая команда людей с узкой специализацией (программирование, иллюстрирование или геймдизайн). Каждая из локаций, имеющихся в игре, обладала собственной иллюстрацией. Компания надеялась выпустить Time Zone до рождества 1981 года, однако в результате выпуск был отложен до марта 1982 года. Из-за высокой сложности игры Sierra выделила телефонную линию, по которой игроки могли получить подсказки.
Time Zone была переиздана в год своего выпуска как часть недолгоживущей серии SierraVentures.

## Награды и критика
| Иноязычные издания                    | Иноязычные издания                       |
| Издание                               | Оценка                                   |
| ------------------------------------- | ---------------------------------------- |
| Electronic Fun with Computers & Games | [ 5 ]                                    |
| Награды                               |                                          |
| Издание                               | Награда                                  |
| Arkie Awards                          | Лучшая компьютерная приключенческая игра |

Журнал BYTE написал: «если принять Time Zone за индикатор грядущих изменений, то „Книге рекордов Гиннесса“ следует подготовить категорию для компьютерных игр. Без сомнений, это самая длинная приключенческая игра на сегодняшний день». Time Zone получила сертификат качества (англ. Certificate of Merit) в категории «Лучшая компьютерная приключенческая игра» на четвёртой ежегодной церемонии Arkie Awards.
Впоследствии деверь и наёмный работник Роберты Джон Уильямс скажет: «откровенно говоря, всё было не настолько хорошо». По словам Джона, игра очень плохо продавалась, а из-за начальной розничной цены — 99 долларов США ($251 на сегодня) — Time Zone может являться самой дорогой компьютерной игрой в истории с учётом инфляции.